# Hannibal (Ohio)
Hannibal – jednostka osadnicza w Stanach Zjednoczonych, w stanie Ohio, w hrabstwie Monroe.